# Pekingské jižní nádraží

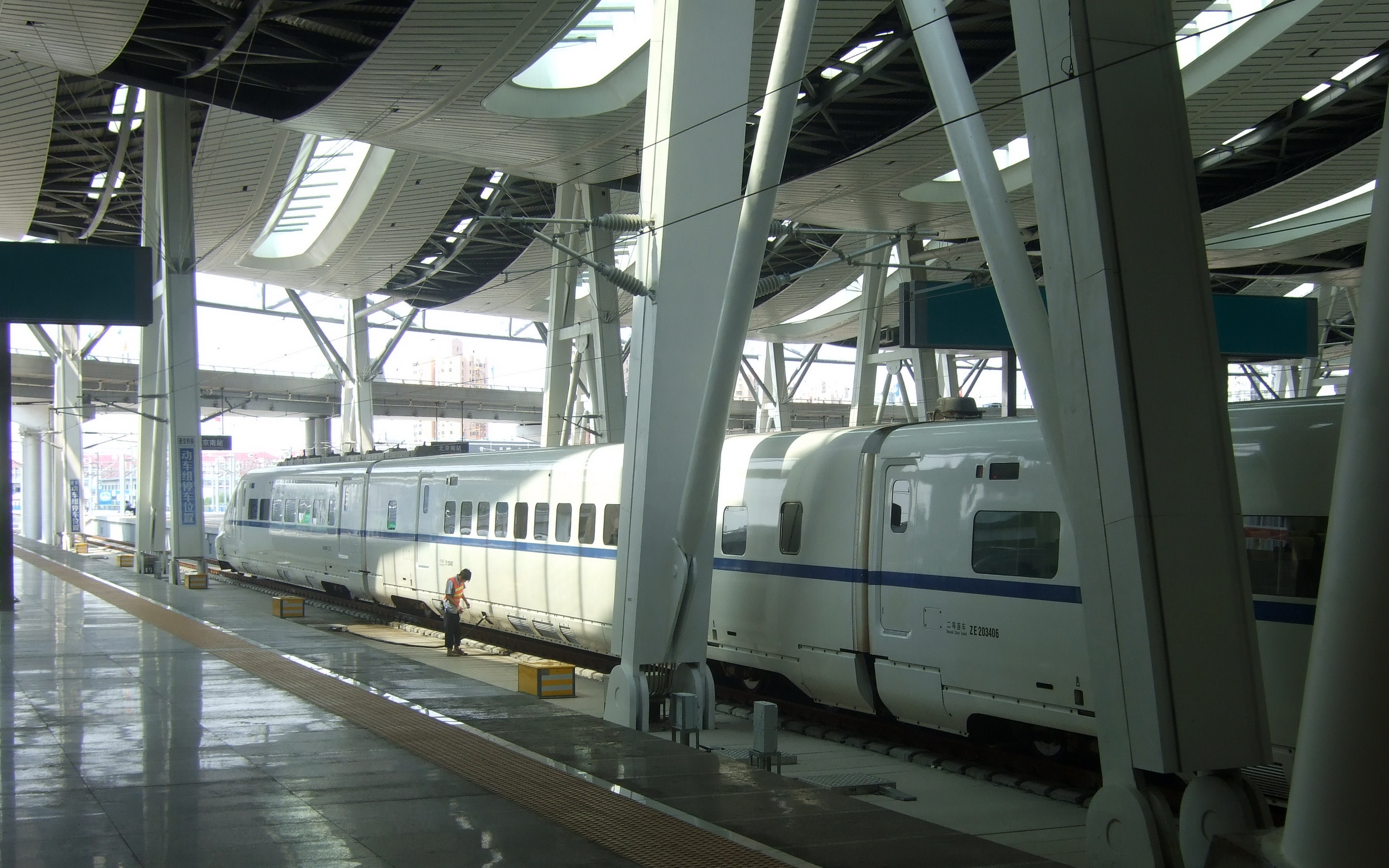
Nástupiště

Pekingské jižní nádraží (čínsky v českém přepisu Pej-ťing-nan Čan, pchin-jinem Běijīngnán Zhàn, znaky 北京南站) je velké nádraží v Pekingu, hlavním městě Čínské lidové republiky. Nachází se zhruba 7,5 kilometru jižně od centra v obvodě Feng-tchaj, mezi druhým a třetím městským okruhem. Do provozu bylo uvedeno 1. srpna 2008 a nahradilo starší nádraží Jung-ting-men (původně nazývané Ma-ťia-pchu), které bylo v provozu od roku 1897. Na pekingské metro je nádraží napojené jako jedna ze stanic linky 4.
Pekingské jižní nádraží slouží jako konečná stanice pro dvě vysokorychlostní tratě, vysokorychlostní trať Peking – Šanghaj a vysokorychlostní trať Peking – Tchien-ťin. Kromě toho přes něj vede železniční trať Peking – Šanghaj, která začíná na Pekingském nádraží.